# Anja Kola
Anja Kola (15 de febrero de 1929 – 6 de abril de 2004) fue una actriz y modelo finlandesa.

## Biografía
También conocida como Anja Jurkka, fue ganadora del certamen Miss Finlandia de 1946. Sin embargo, debido al cercano fin de la Segunda Guerra Mundial, no pudo defender su título en los concursos internacionales.
Anja Kola fue también actriz cinematográfica, y estuvo casada con el actor y director Sakari Jurkka entre 1952 y 1963.
Falleció en Kokkola, Finlandia, en el año 2004.

## Filmografía
- 1947 : Pikajuna pohjoiseen
- 1950 : Hallin Janne
- 1961 : Voi veljet, mikä päivä!